# Parallelia angularis
Parallelia angularis là một loài bướm đêm trong họ Erebidae.